# Margarita Quetglas Quesada
Margarita Quetglas Quesada (Sevilla, 13 de juny de 1958) és una infermera i política mallorquina, senadora al Senat d'Espanya en la XI i XII Legislatures.
Diplomada en infermeria, treballa com a infermera al Departament de Pediatria del centre de salut de Manacor. També ha treballat a l'IES Mossèn Alcover com a educadora en salut amb el programa d'alerta escolar. Fou elegida senadora per Mallorca a les eleccions generals espanyoles de 2015 i 2016.